# Horace Mitchell Miner
Horace Mitchell Miner est un anthropologue américain né le 26 mai 1912 à Saint-Paul et mort le 26 novembre 1993 à Ann Arbor. Disciple du professeur Robert Redfield, Miner fut un pionnier de la sociologie et de l'anthropologie dite de «l'école de Chicago». Ses recherches ont surtout porté sur les sociétés rurales agricoles et leur passage à des sociétés urbaines industrialisées. 
Miner s'est entre autres intéressé à la société québécoise, menant une enquête exhaustive dans un village du Bas-St-Laurent (Saint-Denis-de-la-Bouteillerie), où il vécut de 1936 à 1937, dont il a fait un compte-rendu dans son livre Saint-Denis. A French Canadian Parish (Saint-Denis : un village québécois), en 1939. La pensée d'Horace Miner (avec celle d'Everett C. Hughes) a été l'une des principales influences intellectuelles sur la Faculté des sciences sociales de l'Université Laval, pendant les années 1940 et 1950. On retrouve cette pensée notamment dans les travaux de sociologues comme Fernand Dumont (sociologue), Jean-Charles Falardeau, Hubert Guindon et Marcel Rioux.